# 末日幻想

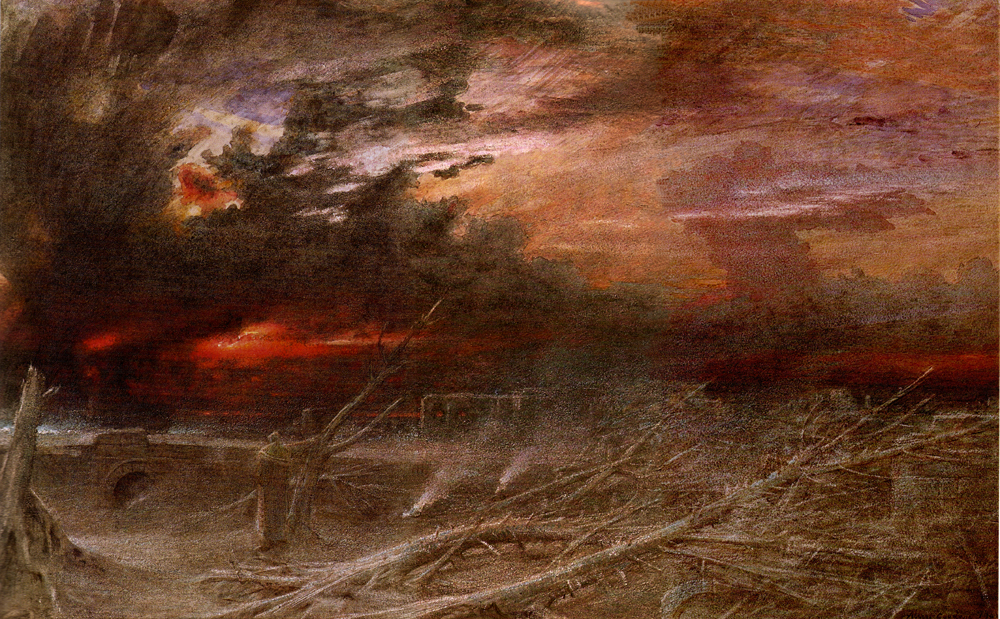
视觉艺术中的“世界末日”题材。
阿尔伯特·古德温作品《大灾变》（1903年）

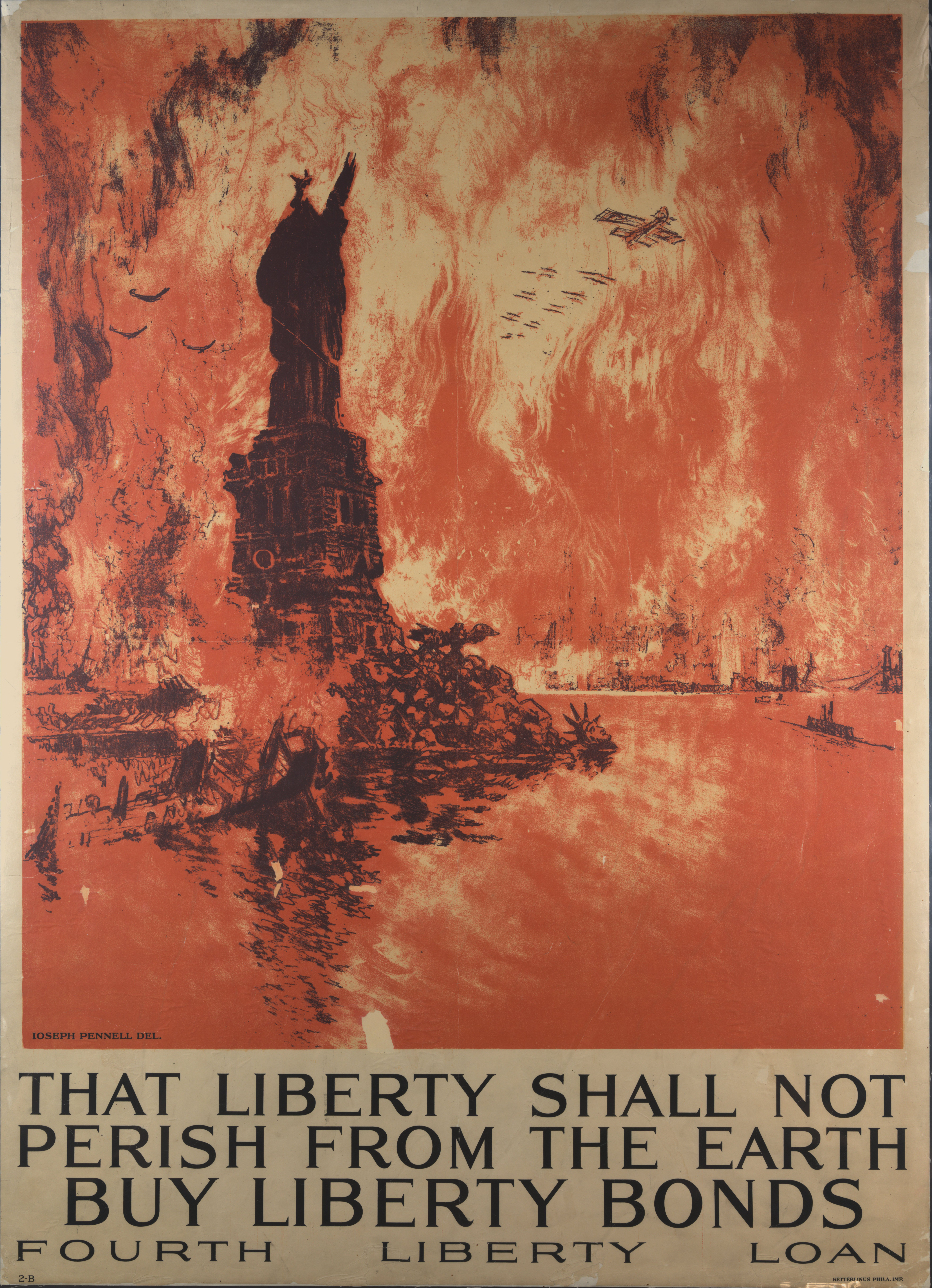
约瑟夫·彭内尔绘制的自由女神债券海报。
海报中描绘了纽约市被轰炸并最后毁于火灾风暴的预言景象。事实上，在当时并无任何空军武器可以造成这个效果。

末日及后末日虚构作品（英語：Apocalyptic and Post-Apocalyptic Fiction）是隶属于科学幻想、科学奇幻、反乌托邦及恐怖类型下的子类型，着重描写地球的技术文明正在崩溃或已经崩溃。
世界末日灾难可能是气候原因，例如气候失控；天文原因，例如天地冲撞；毁灭性事件，例如核浩劫或资源枯竭；医学原因，自然或人为因素引发的瘟疫大流行；末世论（时间终结），例如最后的审判、第二次降临及诸神的黄昏；或者其他一些更具想象力的因素，例如僵尸大灾变、人工智能叛变、技术奇点、遗传畸化和外星生命入侵等。
末日虚构作品中的故事可能涉及诸如尝试预防世界末日灾难事件的发生、处理世界末日灾难事件本身的影响和后果。末日虚构作品的场景往往在世界末日灾难事件发生一段时间后，故事着眼于幸存者的心理、维持人类生存及团结的方式；也有可能是发生了很长的时间后，通常此时灾难前文明的存在已经被神化。而后末日虚构作品的故事则致力于构建一个非技术性的未来世界或者技术及社会都处于消散边缘的世界。
包括古代巴比伦人和古犹太人在内的绝大部分古代人类社会都有世界末日题材的文学作品或讲述世界及人类社会终结的神话故事，例如写于公元前1500年至2000年的《吉尔伽美什史诗》。而在19世纪上半叶没，在玛丽·雪莱的小说《最后的人类》出版前就已经确认有世界末日题材小说的出现。到了第二次世界大战后，此类作品得到了广泛普及，这是由于核武器的出现并有可能导致全球毁灭的可能性开始进入公众意识。

## 类型概述

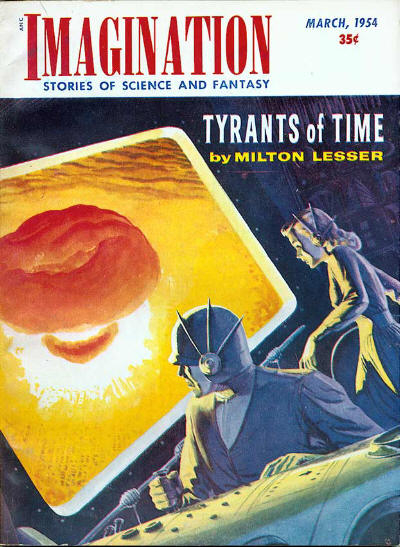
《想象》杂志封面
（1954年3月出版）
封面描绘了核爆炸场景。

导致世界末日的大灾变事件可能是气候因素（气候失控）、天文因素（陨星撞击）、人为因素（核浩劫）、疾病因素（瘟疫大流行）以及其他更富想象力的原因，例如僵尸大灾变或外星生命入侵等。此类主题的虚构作品可能是试图阻止一起大灾变事件以及处理该事件的影响或后果；也有可能是发生在大灾变事件之后。故事的时间范围可能是在大灾变发生后不久，此时的作品会着眼于幸存者的苦难及心理，以及如何维系人类的生存和团结；也有可能是发生在大灾变很久之后，此时灾变前的人类文明存在已经被遗忘或被神化。后末日虚构作品会将故事设定在丧失技术的未来世界，或社会与技术都只零星存在的世界。
除了上述灾难主题之外，此类虚构作品还包含电脑起义、末日审判、物种退化、生态崩溃、瘟疫、资源枯竭、超自然现象、技术奇点及其他一般性灾难。

## 社会描写
末日及后末日虚构作品往往不会以全球视角为特征，这是由于作品里的主角经常是独自一人，通常对外部世界知之甚少或干脆一无所知。此外，主角们经常探索的是一个没有现代技术的世界，而现代科技的快速发展可能会让人不知所措，因为人类的大脑并没有适应当代社会，而是进化来处理那些基本上已经无关紧要的问题，比如迫在眉睫的身体威胁。这些作品所描绘的社会往往是复杂程度较低且联系更为直接，同时人们的需求、威胁和行为也更加原始。根据巴里·布鲁米特（Barry Brummett）教授的说法，变化的概念与破坏的概念其实是一致的，而这都常常会引起人们对世界末日主题的兴趣。
社会科学研究这样的小说，可以洞察一种对文化的恐惧，以及对公共行政角色的想象:16,83。
而自从20世纪以来，后末日幻想题材的电影开始呈现流行趋势。克里斯托弗·施密特（Christopher Schmidt）指出，当我们将后代的世界“浪费掉”，我们却只是被动地将灾难当成一种娱乐来消遣，从而分散我们对灾难的注意力。而另外一些人对此现象则评论道，“想象世界末日比想象资本主义末日要容易许多”。

## 古代作品
在基督教圣经正典故事中诺亞和他的方舟故事讲述了堕落的原始文明被毁灭以及被重塑的新世界所取代，故事中的诺亞被赋予了建造方舟和保存生命的任务，同时他还将负责重建洪水后的新世界。而讲述所多玛与蛾摩拉毁灭的圣经故事也包含后末日幻想元素。罗得的女儿们错误地认为毁灭所多玛与蛾摩拉的灾难席卷了全世界，而她们和她们的父亲罗得是仅有幸存的人类。因此她们觉得为了保存人类的繁衍，她们和她们的父亲发生性关系是合理且必要的。这种情况或困境也出现在现在后末日题材虚构作品中。
除了基督教世界之外，许多其他社会也有类似的末日及后末日题材的神话传说。比如在古巴比伦人的社会里，古巴比伦神话涉及了人类社会及世界的末日，其中不少可以与圣经故事里的大洪水及诺亚方舟联系起来。

## 现代作品

### 電影
《衝鋒飛車隊系列電影》(20世紀70年代至今)
《瓦力》（2008年）
《微光城市－黑暗之光首部曲》（2008年）
《末路浩劫》（2009年）
《9：末世決戰》（2009年）
《奪天書》（2010年）
《隔絕》（2011年）
《2016：夜之盡頭》（2011年）
《末日殖民地》（2013年）
《末日寂境》（2015年1月）
《末日深眠》（2015年）
《躲藏》（2015年）
《末世家園》（2018年）
《人間時人》（2018年）
《最後一個男孩（The Last Boy）》（2019年）
《2067：逆轉未來》（2020年10月2日）
《食人劇場》（2020年10月22日）（Netflix挪威）
《芬奇的旅程》（2021年）

#### 殭屍末日（英语：Zombie apocalypse）
《28天毀滅倒數》（2002年）
《28週毀滅倒數：全球封閉》（2007年5月）
《惡靈古堡系列》（2007年9月）（從第3集開始）
《我是傳奇》（2007年12月）
《屍樂園》（2009年）
《刑柱之地》（2010年）
《屍樂園：髒比雙拼》（2019年）

#### 外星生命入侵
《遺落戰境》（2013年）
《科洛弗10號地窖》（2016年）
《噤界》（2018年）
《噤界II》（2021年5月）
《明日之戰》（2021年7月）

#### 人工智慧叛變
《魔鬼終結者系列》（1984年－2019年）
《駭客任務系列》（1999年－2021年）
《母亲/机器人》（2021年）

#### 瘟疫
《決戰末世代》（2008年）
《絕命帶原者》（2009年）

#### 重返地球
《地球過後》（2013年）
《地球重生》（2021年）

#### 進化
《猩球崛起：黎明的進擊》（2014年）
《猩球崛起：終極決戰》（2017年）

#### 退化
《人類之子》（2006年）

### 電視
《末世黑天使》（2000年）
《陨落星辰》（2011年）
《黑鏡》第4季第5集：金屬頭（2011年）（Netflix）
《末日重生》（2012年）
《地球百子》（2014年3月）
《天使聖戰》（2014年6月）
《末日孤艦》（2014年6月）
《荒原》（2015年）
《凡妮莎海辛》（2016年）
《末日光明》（2019年）（Apple TV+）
《末日逼近》（2020年）
《明日歐洲爭霸戰》（2021年2月）（Netflix德國）
《鹿角男孩》（2021年6月）（Netflix）
《Y：世上最後一個男人》（2021年9月）
《第十一站》（2021年12月）（HBO Max）
《非军事区》（2022年）（HBO Max）
《最後倖存者》（2023年）（HBO）

#### 殭屍末日
《陰屍路》（2010年）（AMC）
《殭屍國度》（2014年）（Syfy）
《黑暗夏日》（2019年）（Netflix）
《陰屍路：劫後餘生》（2020年）（AMC）（時間線與陰屍路第十季大致相同）
《丧尸出笼》（2021年）(Syfy)

## 延伸阅读
- 沃尔特·沃伦·瓦加尔（英语：W. Warren Wagar）. . 布卢明顿: 印第安纳大学出版社. 1982  [2020-08-23]. ISBN 9780253358479. （原始内容存档于2021-12-24）.